# Max Silbert

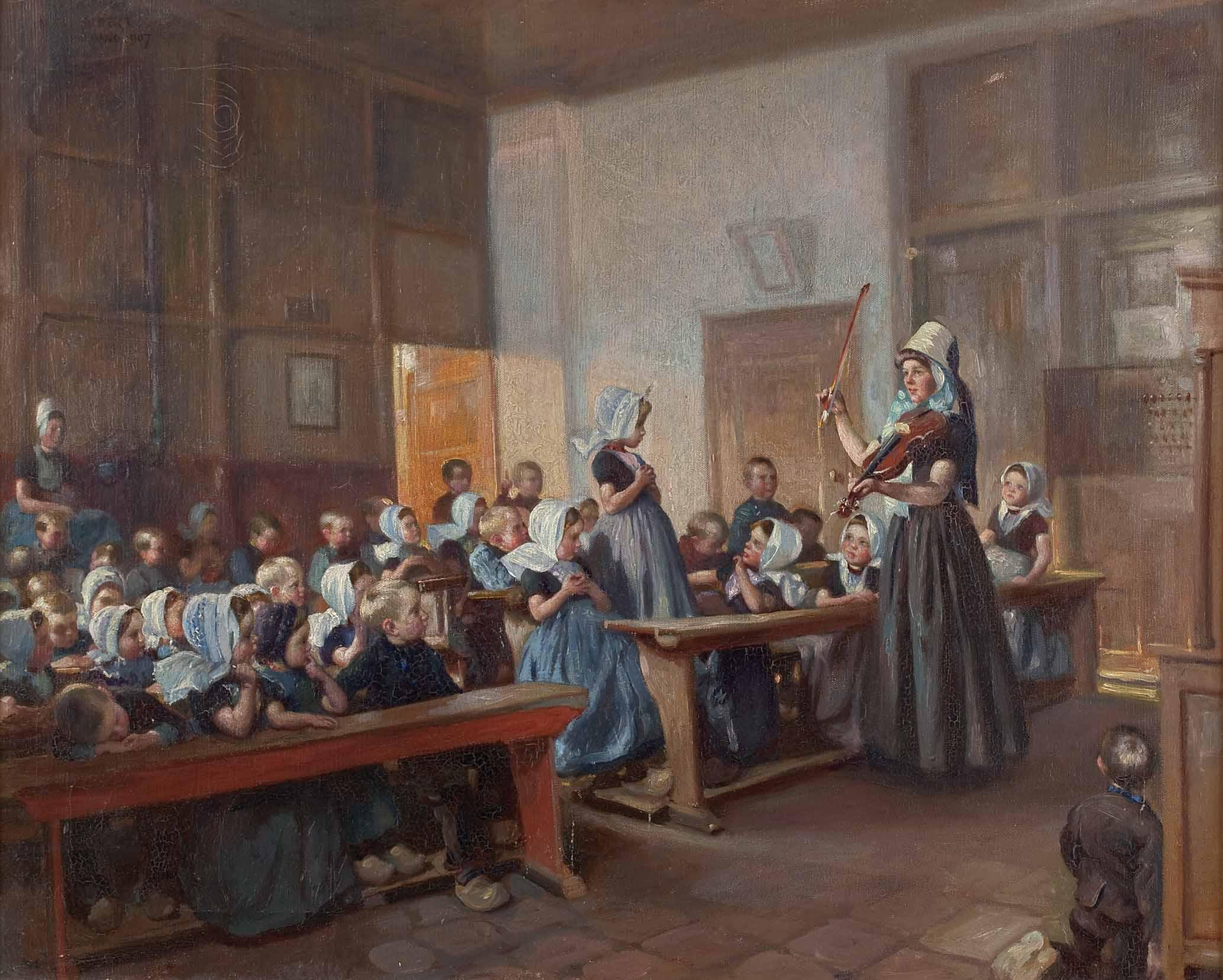
Lekcja śpiewu w holenderskiej szkole

Max Silbert (ros. Макс Зильберт, ur. 17 listopada?/29 listopada 1871 w Odessie, zm. 1930 w Paryżu) – malarz francuski pochodzenia rosyjskiego. 
Studiował malarstwo w Paryżu u Jean-Léon Gérôme i Alberta Maignana (1845-1908). Od roku 1907 uczestniczył w wystawach malarstwa "Salon des Artistes Français", jego obraz zdobył w roku 1920 srebrny medal. W roku 1921 uczestniczył w Salonie Niezależnych. 
Zajmował się głównie tradycyjnym malarstwem rodzajowym, dystansował się od ruchów awangardowych w malarstwie francuskim. Jak wielu artystów z początku XX wieku odwiedzał Bretanię na północno-zachodnim wybrzeżu Francji, gdzie malował krajobrazy i sceny folklorystyczne.